# Kanton Flers-2
Kanton Flers-2 (francouzsky Canton de Flers-2) je francouzský kanton v departementu Orne v regionu Normandie. Byl vytvořen při reformě kantonů v roce 2014. Sestává z 6 obcí a části obce Flers.

## Obce kantonu (květen 2016)
- Flers (část)
- Aubusson
- Landigou
- Montilly-sur-Noireau
- Saint-Georges-des-Groseillers
- Saint-Pierre-du-Regard
- La Selle-la-Forge